# والتون، کانتی دورام
والتون (به انگلیسی: Walworth) یک روستا و محله مدنی در بریتانیا است که در Darlington واقع شده‌است. والتون ۲۴۰ نفر جمعیت دارد.